# Erik Martorell
Martorell  Haga est un nom espagnol. Le premier nom de famille, en général paternel, est Martorell ; le second, en général maternel, souvent omis, est Haga.
Erik Martorell Haga, né le 26 juin 1998, est un coureur cycliste espagnol, spécialiste des épreuves d'endurance sur piste.

## Biographie
En 2021, pour ses premiers mondiaux, il termine notamment cinquième de l'omnium.

## Palmarès sur piste

### Championnats du monde
| Édition / Épreuve | Poursuite individuelle | Américaine | Omnium | Élimination |
| Roubaix 2021      | 13e                    | 11e        | 5e     | 7e          |

### Coupe des nations
- 2021
  - 2e de l'élimination à Hong Kong
- 2022
  - 2e de la course scratch à Milton
- 2023
  - 3e de l'élimination à Milton

### Championnats d'Europe
| Édition / Épreuve                 | Poursuite individuelle | Poursuite par équipes | Américaine | Élimination |
| Fiorenzuola d'Arda 2020 (espoirs) | 10e                    | 6e                    |            |             |
| Plovdiv 2020                      | 8e                     | 6e                    |            |             |
| Granges 2021                      | 9e                     |                       | 13e        | 8e          |
| Munich 2022                       | 12e                    |                       |            | 11e         |
| Granges 2023                      | 17e                    | 9e                    |            | 10e         |

### Championnats d'Espagne
- 2019
  - 2e du scratch
- 2020
  - 3e de la poursuite
  - 3e du scratch
- 2021
  -  Champion d'Espagne de poursuite
  -  Champion d'Espagne d'omnium
  -  Champion d'Espagne de course à élimination
  - 3e de l'américaine
- 2023
  -  Champion d'Espagne d'omnium
- 2024
  -  Champion d'Espagne de course à élimination

## Palmarès sur route
- 2021
  - 3e du Tour de Valence